# Косколь (Терсакканский сельский округ)
Косколь (каз. Қоскөл) — село в Улытауском районе Карагандинской области Казахстана. Входит в состав Терсакканского сельского округа. Код КАТО — 356079200.

## Население
В 1999 году население села составляло 107 человек (57 мужчин и 50 женщин). По данным переписи 2009 года, в селе проживало 85 человек (47 мужчин и 38 женщин).